# Top 12 2019 (Frauen)
Die Top 12 2019 war die 17. französische Mannschaftsmeisterschaft im Schach der Frauen.
Meister wurde C.E.M.C. Monaco, während sich der Titelverteidiger Club de Clichy-Echecs-92 mit dem vierten Platz begnügen musste. Aus der Nationale I waren im Vorjahr Asnières - Le Grand Echiquier, die Association Cannes-Echecs, der Saint-Brieucer Verein Echiquier Briochin und Stanislas Echecs aus Nancy aufgestiegen. Während Asnières und Cannes den Klassenerhalt erreichten, mussten Echiquier Briochin und Stanislas Echecs zusammen mit Echiquier Nîmois und dem Club de Montpellier Echecs direkt wieder absteigen.
Zu den gemeldeten Mannschaftskadern siehe Mannschaftskader der Top 12 2019 (Frauen).

## Spieltermine
Die Vorrunde fand vom 2. bis 5. Mai in Vandœuvre-lès-Nancy statt, die Finalrunde wurde am 29. und 30. Juni in Saint-Quentin ausgetragen.

## Modus
Die zwölf teilnehmenden Vereine spielten in zwei Vorrundengruppen mit je sechs Mannschaften ein einfaches Rundenturnier. Über die Platzierung entschied zunächst die Anzahl der Mannschaftspunkte (3 Punkte für einen Sieg, 2 Punkte für ein Unentschieden, 1 Punkt für eine Niederlage, 0 Punkte für eine kampflose Niederlage), danach der direkte Vergleich, anschließend die Differenz zwischen Gewinn- und Verlustpartien und letztendlich die Zahl der Gewinnpartien. Die beiden Letzten jeder Vorrunden stiegen in die Nationale I ab, während sich jeweils die beiden Erstplatzierten für die Finalrunde qualifizierten. Diese wurde im k.-o.-System ausgetragen, wobei auch der dritte Platz ausgespielt wurde.

## Vorrunde

### Groupe A
Während vor der letzten Runde bereits Monaco für die Finalrunde qualifiziert war und beide Absteiger feststanden, fiel die Entscheidung über den zweiten Platz erst in der Schlussrunde.

#### Endtabelle
| Pl. | Verein                            | Sp | G | U | V | MP | Brett-P. |
| --- | --------------------------------- | -- | - | - | - | -- | -------- |
| 01. | C.E.M.C. Monaco                   | 5  | 5 | 0 | 0 | 15 | 13:0     |
| 02. | Asnières - Le Grand Echiquier (N) | 5  | 3 | 1 | 1 | 12 | 11:2     |
| 03. | Association Cannes-Echecs (N)     | 5  | 1 | 3 | 1 | 10 | 5:5      |
| 04. | La tour de Juvisy                 | 5  | 1 | 2 | 2 | 9  | 5:8      |
| 05. | Club de Montpellier Echecs        | 5  | 0 | 2 | 3 | 7  | 4:13     |
| 06. | Echiquier Briochin (N)            | 5  | 0 | 2 | 3 | 7  | 5:15     |

#### Entscheidungen
|     | qualifiziert für das Halbfinale: C.E.M.C. Monaco, Asnières - Le Grand Echiquier |
|     | Absteiger in die Nationale I: Club de Montpellier Echecs, Echiquier Briochin    |
| (M) | Meister der letzten Saison                                                      |
| (N) | Aufsteiger der letzten Saison                                                   |

#### Kreuztabelle
| Ergebnisse | Ergebnisse                    | 01. | 02. | 03. | 04. | 05. | 06. |
| ---------- | ----------------------------- | --- | --- | --- | --- | --- | --- |
| 01.        | C.E.M.C. Monaco               |     | 1:0 | 2:0 | 3:0 | 3:0 | 4:0 |
| 02.        | Asnières - Le Grand Echiquier | 0:1 |     | 1:1 | 2:0 | 4:0 | 4:0 |
| 03.        | Association Cannes-Echecs     | 0:2 | 1:1 |     | 0:0 | 2:0 | 2:2 |
| 04.        | La tour de Juvisy             | 0:3 | 0:2 | 0:0 |     | 2:2 | 3:1 |
| 05.        | Club de Montpellier Echecs    | 0:3 | 0:4 | 0:2 | 2:2 |     | 2:2 |
| 06.        | Echiquier Briochin            | 0:4 | 0:4 | 2:2 | 1:3 | 2:2 |     |

### Groupe B
Während die Absteiger vorzeitig feststanden, fiel die Entscheidung über die beiden Halbfinalplätze erst in der letzten Runde.

#### Endtabelle
| Pl. | Verein                       | Sp | G | U | V | MP | Brett-P. |
| --- | ---------------------------- | -- | - | - | - | -- | -------- |
| 01. | Club de Bischwiller          | 5  | 4 | 1 | 0 | 14 | 13:2     |
| 02. | Club de Clichy-Echecs-92 (M) | 5  | 4 | 0 | 1 | 13 | 12:5     |
| 03. | Club de Mulhouse Philidor    | 5  | 3 | 1 | 1 | 12 | 10:4     |
| 04. | Club de Vandœuvre-Echecs     | 5  | 2 | 0 | 3 | 9  | 5:7      |
| 05. | Stanislas Echecs (N)         | 5  | 0 | 1 | 4 | 6  | 3:12     |
| 06. | Echiquier Nîmois             | 5  | 0 | 1 | 4 | 6  | 2:15     |

#### Entscheidungen
|     | qualifiziert für das Halbfinale: Club de Bischwiller, Club de Clichy-Echecs-92 |
|     | Absteiger in die Nationale I: Stanislas Echecs, Echiquier Nîmois               |
| (N) | Aufsteiger der letzten Saison                                                  |

#### Kreuztabelle
| Ergebnisse | Ergebnisse                | 01. | 02. | 03. | 04. | 05. | 06. |
| ---------- | ------------------------- | --- | --- | --- | --- | --- | --- |
| 01.        | Club de Bischwiller       |     | 3:0 | 2:2 | 2:0 | 3:0 | 3:0 |
| 02.        | Club de Clichy-Echecs-92  | 0:3 |     | 2:0 | 3:1 | 3:1 | 4:0 |
| 03.        | Club de Mulhouse Philidor | 2:2 | 0:2 |     | 2:0 | 3:0 | 3:0 |
| 04.        | Club de Vandœuvre-Echecs  | 0:2 | 1:3 | 0:2 |     | 1:0 | 3:0 |
| 05.        | Stanislas Echecs          | 0:3 | 1:3 | 0:3 | 0:1 |     | 2:2 |
| 06.        | Echiquier Nîmois          | 0:3 | 0:4 | 0:3 | 0:3 | 2:2 |     |

## Endrunde

### Übersicht
|  | Halbfinale                    | Halbfinale          |                               |   | Finale | Finale |
|  |                               |                     |                               |   |        |        |
|  | C.E.M.C. Monaco               | 2                   |                               |   |        |        |
|  | Club de Clichy-Echecs-92      | 1                   |                               |   |        |        |
|  |                               |                     |                               |   |        |        |
|  |                               |                     |                               |   |        |        |
|  | C.E.M.C. Monaco               | 1                   |                               |   |        |        |
|  |                               | Club de Bischwiller | 0                             |   |        |        |
|  |                               |                     |                               |   |        |        |
|  | Spiel um Platz drei           |                     |                               |   |        |        |
|  |                               |                     | Club de Clichy-Echecs-92      | 0 |        |        |
|  | Club de Bischwiller           | 2                   | Asnières - Le Grand Echiquier | 2 |        |        |
|  | Asnières - Le Grand Echiquier | 1                   |                               |   |        |        |

### Entscheidungen
|  | Französischer Mannschaftsmeister: C.E.M.C. Monaco |

### Halbfinale
In beiden Wettkämpfen setzten sich die favorisierten Sieger der Vorrunden knapp durch.

### Finale und Spiel um Platz 3
Sowohl im Spiel um Platz 3 als auch im Finale setzten sich die favorisierten Teams durch.

## Die Meistermannschaft
| 1.            | C.E.M.C. Monaco                                                    |
| Schachfiguren | Pia Cramling, Deimantė Cornette, Tatiana Dornbusch, Maria Leconte. |